# Bucha (Saale-Orla)
Pour les articles homonymes, voir Bucha.
Bucha est une municipalité allemande du land de Thuringe, dans l’arrondissement de Saale-Orla, au centre de l’Allemagne. En 2015, sa population est de 90 habitants.

## Source de la traduction
- (de) Cet article est partiellement ou en totalité issu de l’article de Wikipédia en allemand intitulé « Bucha (bei Ziegenrück) » (voir la liste des auteurs).